# Glory of Love

Álbum "Hipertensão Internacional", lançado em 1987 pela Somlivre, onde a canção esteve incluída. Disponível em LP e K7.

"Glory of Love" é uma música de 1986 cantada pelo cantor norte-americano Peter Cetera.
Ela fez parte da trilha sonora do filme The Karate Kid, Part II.
No Brasil, também esteve incluída na trilha sonora internacional da telenovela Hipertensão (telenovela), exibida pela Rede Globo entre 1986/1987.
Essa é a música mais conhecida do cantor Peter Cetera.

## Álbuns
- Solitude/Solitarie (1986)
- The Karate Kid, Part II (1987, filme)
- Hipertensão Internacional (1987, Novela, Somlivre, 590.001)[3]

### Covers
- 2000 - New Found Glory - álbum From the Screen to Your Stereo
- 2000 - Jessa Zaragoza e Dingdong Avanzado - álbum Ibigay Mo Na
- 2004 - North - álbum North
- 2007 - Melody - álbum Ready to Go!
- 2009 - Voz Veis - álbum Una Noche Común y Sin Corriente
- 2010 - Zameer Rizvi - álbum From Under the Bleachers
- 2011 - The Fringemunks
- 2011 - Karl Wolf (ft. Kardinal Offishall) - sampleou a canção no single "Ghetto Love"

## Desempenho em paradas musicais
| Ano  | Artista / Álbum                         | Desempenho nas paradas musicais | Desempenho nas paradas musicais | Desempenho nas paradas musicais | Desempenho nas paradas musicais | Desempenho nas paradas musicais | Desempenho nas paradas musicais |
| Ano  | Artista / Álbum                         | U.S. Billboard Hot 100          | U.S. adult contemporary chart.  | UK Singles Chart                | Canadian Hot 100                | Billboard Artists (CAN)         | Paradas musicais asiáticos      |
| ---- | --------------------------------------- | ------------------------------- | ------------------------------- | ------------------------------- | ------------------------------- | ------------------------------- | ------------------------------- |
| 1986 | Peter Cetera - Solitude/Solitaire       | 1                               | 1                               | 3                               | -                               | -                               | -                               |
| 2004 | North - North                           | -                               | -                               | -                               | -                               | -                               | 1                               |
| 2011 | Zameer Rizvi - From Under the Bleachers | -                               | -                               | -                               | 73                              | 5                               | -                               |

## Prêmios e indicações
| Ano  | Prêmio                | Categoria                                  | Resultado | Ref. |
| ---- | --------------------- | ------------------------------------------ | --------- | ---- |
| 1986 | Oscar Awards          | Melhor Canção Original                     | Indicado  |      |
| 1986 | Prêmios Globo de Ouro | Melhor Canção Original                     | Indicado  |      |
| 1987 | Grammy Awards         | Best Male Pop Vocal Performance            | Indicado  |      |
| 1987 | ASCAP                 | Most Performed Songs from a Motion Picture | Venceu    |      |
| 1987 | BMI Film & TV Award   | Most Performed Song from a Film            | Venceu    |      |